# Joseph Lawrence Wilhelm
Joseph Lawrence Wilhelm (* 16. November 1909 in Walkerton, Ontario; † 25. Juni 1995 in Kingston, Ontario) war ein kanadischer Geistlicher und römisch-katholischer Erzbischof von Kingston.

## Leben
Joseph Lawrence Wilhelm empfing am 9. Juni 1934 das Sakrament der Priesterweihe für das Bistum Hamilton.
Am 25. Juni 1963 wurde er zum Titularbischof von Saccaea und zum Weihbischof in Calgary ernannt. Die Bischofsweihe spendete ihm am 22. August desselben Jahres in der Kathedralbasilika Christkönig in Hamilton der Erzbischof von Toronto, James Charles Kardinal McGuigan; Mitkonsekratoren waren der Bischof von Hamilton, Joseph Francis Ryan, und der Weihbischof in Toronto, Francis Valentine Allen.
Am 14. Dezember 1966 wurde Joseph Lawrence Wilhelm zum Erzbischof von Kingston ernannt. Als solcher nahm er an der zweiten, dritten und vierten Sitzungsperiode des Zweiten Vatikanischen Konzils teil. Erzbischof Joseph Lawrence Wilhelm blieb bis zu seiner Emeritierung am 12. März 1982 im Amt.